# Święto bankowe
Święto bankowe (ang. bank holiday) – święto państwowe będące dniem wolnym od pracy obchodzone w Wielkiej Brytanii i Irlandii. Chociaż nie ma formalnego prawa do dni wolnych w tym czasie, osoby, które nie są zatrudnione w służbach użyteczności publicznej lub służbach mundurowych (np. w pogotowiu energetycznym, straży pożarnej, pogotowiu ratunkowym, policji czy służbie zdrowia), otrzymują w tym czasie dzień wolny od pracy. Osoby zatrudnione w tych służbach otrzymują wyższe wynagrodzenie za pracę w te dni. Święta bankowe zawdzięczają swoją nazwę temu, że wtedy banki są nieczynne i dlatego nie mogą działać inne firmy. Ustawa pozwala na odroczenie pewnych płatności do następnego dnia roboczego.

## Historia świąt bankowych
Do 1834 w Anglii obchodzono około 33 święta bankowe jako dni wolne od pracy, ale lista tych dni została skrócona do czterech: 1 maja, 1  listopada, Wielki Piątek i Boże Narodzenie.
Pierwsza legislacja nawiązująca do świąt narodowych i kościelnych została nadana w 1871, kiedy Sir John Lubbock wprowadził Ustawę o Święcie Bankowym. Określała ona dni wyszczególnione w tabeli poniżej.
| Anglia, Walia, Irlandia Północna | Szkocja                        |
| -------------------------------- | ------------------------------ |
|                                  | Nowy Rok                       |
|                                  | Wielki Piątek                  |
| Poniedziałek Wielkanocny         |                                |
| Drugi Dzień Zielonych Świątek    | Pierwszy poniedziałek maja     |
| Pierwszy poniedziałek sierpnia   | Pierwszy poniedziałek sierpnia |
| Drugi dzień Bożego Narodzenia    | Boże Narodzenie                |

Ustawa nie określała Wielkiego Piątku oraz Bożego Narodzenia jako dni wolnych od pracy w Anglii, Walii i Irlandii, ponieważ z powodu powszechnego stosowania stały się świętami tradycyjnymi już wcześniej.
W 1903 Ustawa o święcie bankowym w Irlandii dołączyła 17 marca, czyli Dzień Świętego Patryka, do listy dni wolnych od pracy w Irlandii. W Szkocji świętem bankowym są też Andrzejki.

## Aktualna lista świąt
Lista świąt bankowych w Anglii i Walii, Szkocji, Irlandii Północnej i Irlandii; w nawiasach podano całkowitą liczbę świąt w danym kraju.
| Data                                   | Nazwa                                     | Anglia i Walia (8) | Szkocja (9) | Irlandia Północna(10) | Irlandia (9) |
| -------------------------------------- | ----------------------------------------- | ------------------ | ----------- | --------------------- | ------------ |
| 1 stycznia                             | Nowy Rok (New Year’s Day)                 | T                  | T           | T                     | T            |
| 2 stycznia                             | 2nd January                               |                    | T           |                       |              |
| 17 marca                               | Dzień Świętego Patryka (St Patrick’s Day) |                    |             | T                     | T            |
| Piątek przed niedzielą wielkanocną     | Wielki Piątek (Good Friday)               | T                  | T           | T                     |              |
| Poniedziałek po niedzieli wielkanocnej | Poniedziałek Wielkanocny (Easter Monday)  | T                  |             | T                     | T            |
| Pierwszy poniedziałek w maju           | May Day, Early May Bank Holiday           | T                  | T           | T                     | T            |
| Ostatni poniedziałek w maju            | Spring Bank Holiday                       | T                  | T           | T                     |              |
| Pierwszy poniedziałek w czerwcu        | June Bank Holiday                         |                    |             |                       | T            |
| 12 lipca                               | The Twelfth (Bitwa nad Boyne)             |                    |             | T                     |              |
| Pierwszy poniedziałek w sierpniu       | Summer Bank Holiday                       |                    | T           |                       | T            |
| Ostatni poniedziałek w sierpniu        | Summer Bank Holiday                       | T                  |             | T                     |              |
| Ostatni poniedziałek w październiku    | October Bank Holiday                      |                    |             |                       | T            |
| 30 listopada                           | Andrzejki (St. Andrew’s Day)              |                    | T           |                       |              |
| 25 grudnia                             | Boże Narodzenie (Christmas Day)           | T                  | T           | T                     | T            |
| 26 grudnia                             | Boxing Day, St Stephen’s Day              | T                  | T           | T                     | T            |